# Tapinothelops concolor
Espèce
Synonymes
- Tapinothele concolor Caporiacco, 1947

Tapinothelops concolor est une espèce d'araignées aranéomorphes de la famille des Pisauridae.

## Distribution
Cette espèce se rencontre en Afrique de l'Est.

## Description
La femelle décrite par Roewer en 1955 mesure 7,5 mm.

## Publication originale
- Caporiacco, 1947 : Arachnida Africae Orientalis, a dominibus Kittenberger, Kovács et Bornemisza lecta, in Museo Nationali Hungarico servata. Annales historico-naturales musei nationalis hungarici, vol. 40, no 3, p. 97-257.